# Saint-Denys-du-Saint-Sacrement
Saint-Denys-du-Saint-Sacrement är en kyrkobyggnad i Paris, helgad åt den helige martyrbiskopen Denis av Paris. Kyrkan är belägen vid Rue de Turenne i Quartier du Marais i 3:e arrondissementet. Kyrkan ritades i nyklassicistisk stil av arkitekten Étienne-Hippolyte Godde (1781–1869) och uppfördes mellan 1826 och 1835.

## Omgivningar
- Jardin Arnaud Beltrame
- Allée Arnaud Beltrame
- Notre-Dame-des-Blancs-Manteaux
- Saint-Gervais-Saint-Protais
- Place des Vosges

## Bilder
| - Fasadens krönande fronton med de tre teologala dygderna: tron, hoppet och kärleken. - Absiden. - Glasmålning. |

## Kommunikationer
- Tunnelbana – linje  – Saint-Sébastien – Froissart
- Busshållplats Saint-Claude – Paris bussnät, linje 96

### Webbkällor
- ”Saint-Denys-du-Saint-Sacrement – Art & Architecture” (på franska) ( PDF). Église Saint-Denys-du-Saint-Sacrement. 2015. Arkiverad från originalet den 12 april 2021. https://archive.md/qQwGe. Läst 12 april 2021.